# 下野富田藩
下野富田藩（しもつけとみだはん）は、江戸時代前期の短期間、下野国都賀郡富田（現在の栃木県栃木市大平町富田付近）を居所とした藩。1613年に北条氏重が1万石で入封したが、1619年に転出したために廃藩となった。

## 歴史
慶長18年（1613年）、下総岩富藩1万石の領主であった北条氏重が、下野富田に移封されたことによって立藩した。氏重は、小田原北条氏一族（玉縄北条氏）の北条氏勝の養嗣子であるが、実父母は保科正直と多劫姫（徳川家康の異父妹）であり、徳川家康の甥にあたる。
慶長19年（1614年）の大坂冬の陣では榊原康勝の麾下に入り、和泉国岸和田城番を命じられると近郷から人質を取り、地域の安定を維持した。慶長20年/元和元年の夏の陣では「橋本海道」（河内国長野と紀伊国橋本を結ぶ高野街道）の守備に当たり、敵兵の往来を阻止した。
元和2年（1616年）には日光東照宮の普請役、元和4年（1618年）から5年（1619年）にかけては伏見城番を務めた。
元和5年（1619年）、氏重は下野富田から遠江久野藩に移封された。これにより、富田藩は廃藩となった。

## 歴代藩主
北条家
譜代。1万石
1. 氏重

## 領地

### 富田
室町時代の応永年間（1394年 - 1428年）、「富田郷」と呼ばれる郷名が登場し、この頃には小山氏の支配下にあったことが文書から判明する。
現在の栃木市立大平西小学校（栃木市大平町富田）付近には富田城があった。現地掲示板によれば、一説に嘉吉元年（1441年）、皆川氏一族の富田成忠が富田城を築き、成忠（左衛門尉）―忠宗（駿河守）―秀利（玄蕃頭）―信吉（左近）と城主が受け継がれた。ただし『小山系図』によれば、富田秀利は小山氏一族の藤井氏出身で、富田城に住して富田を称した人物という。弘治3年（1557年）、富田信吉の時に富田城は皆川俊宗に攻め落とされ、皆川氏の属城となる。その後、徳川家康が関東入部すると、富田秀重（宮内大夫）が城主として入り、慶長2年（1597年）まで城主の座にあった。北条氏重はその後に城主となったという。ただし現地掲示板によれば、氏重が城主であった時期を慶長6年（1601年）から元和3年（1617年）までとする。
江戸時代、富田村は日光例幣使街道の宿場町（富田宿）として成長する。元和元年（1615年）に徳川家康を日光に埋葬するための霊柩が富田村を通過したが、この時点ですでに宿駅としての機能が備わっていた。
『角川日本地名大辞典』は富田村の領主について「慶長10年榎本藩領、元和元年皆川藩領、同4年遠江横須賀藩領」としており、富田藩北条氏による領有を記していない。